# Studio Untertrubach

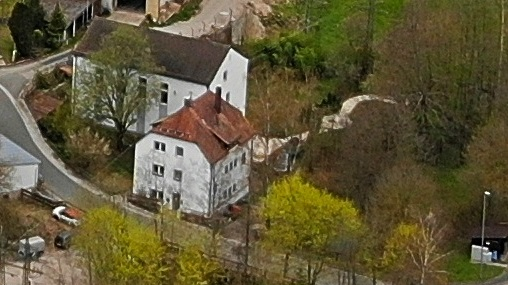
Luftbild des Studio Untertrubach

Das Studio Untertrubach war das erste Tonstudio Deutschlands mit digitaler Tonaufzeichnung und in den 1980er Jahren eines der modernsten Europas.

## Vorgeschichte
Die Idee zur Etablierung eines zeitgemäß ausgestatteten Tonstudios im fränkischen Raum entstand in den frühen 1980er Jahren. Während sich in Nürnberg im Low-Budget-Bereich gerade die Musikzentrale Nürnberg für das Amateursegment der regionalen Musikszene bildete, beschlossen die Mitglieder der Band Holiday im Jahr 1982 einen Gegenpol im professionellen internationalen Bereich zu schaffen. Hierfür wurde die aufgelassene Mittelspannungs-Trafostation im oberfränkischen Untertrubach bezogen. Nach einigen Planungen und rohbauseitigen Ertüchtigungsarbeiten in Eigenleistung fand sich ein leistungsfähiger Sponsor. Mit einem Investitionsvolumen von etwa drei Millionen DM, die damals etwa 50 bis 80 Jahresgehältern eines Jungingenieurs entsprachen, wurde der britische Akustik-Designer Andy Munro mit der Planung der Raumakustik und Innenausstattung beauftragt und es wurde die damals weltweit modernste verfügbare Technik eingekauft und installiert. Erste Testproduktionen mit digitalem Multitracking und digitalem Mastering entstanden mit regionalen Bands bereits 1982/3, als sich wesentliche Teile des Studios noch im Rohbau befanden und die Musikzentrale noch kein eigenes Studio besaß.

## Gebäude und Räume

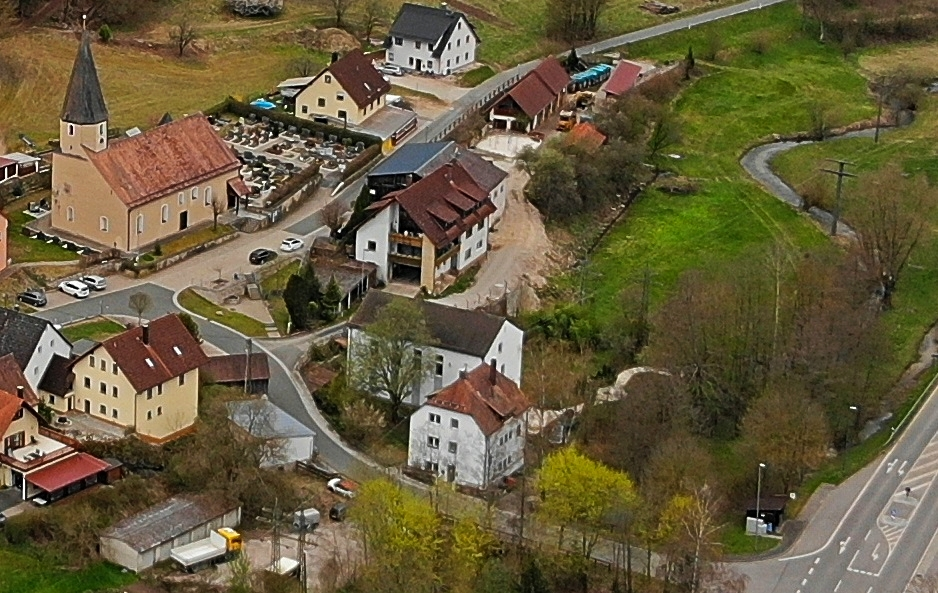
Studio Untertrubach auf Luftbild von Osten (2020)

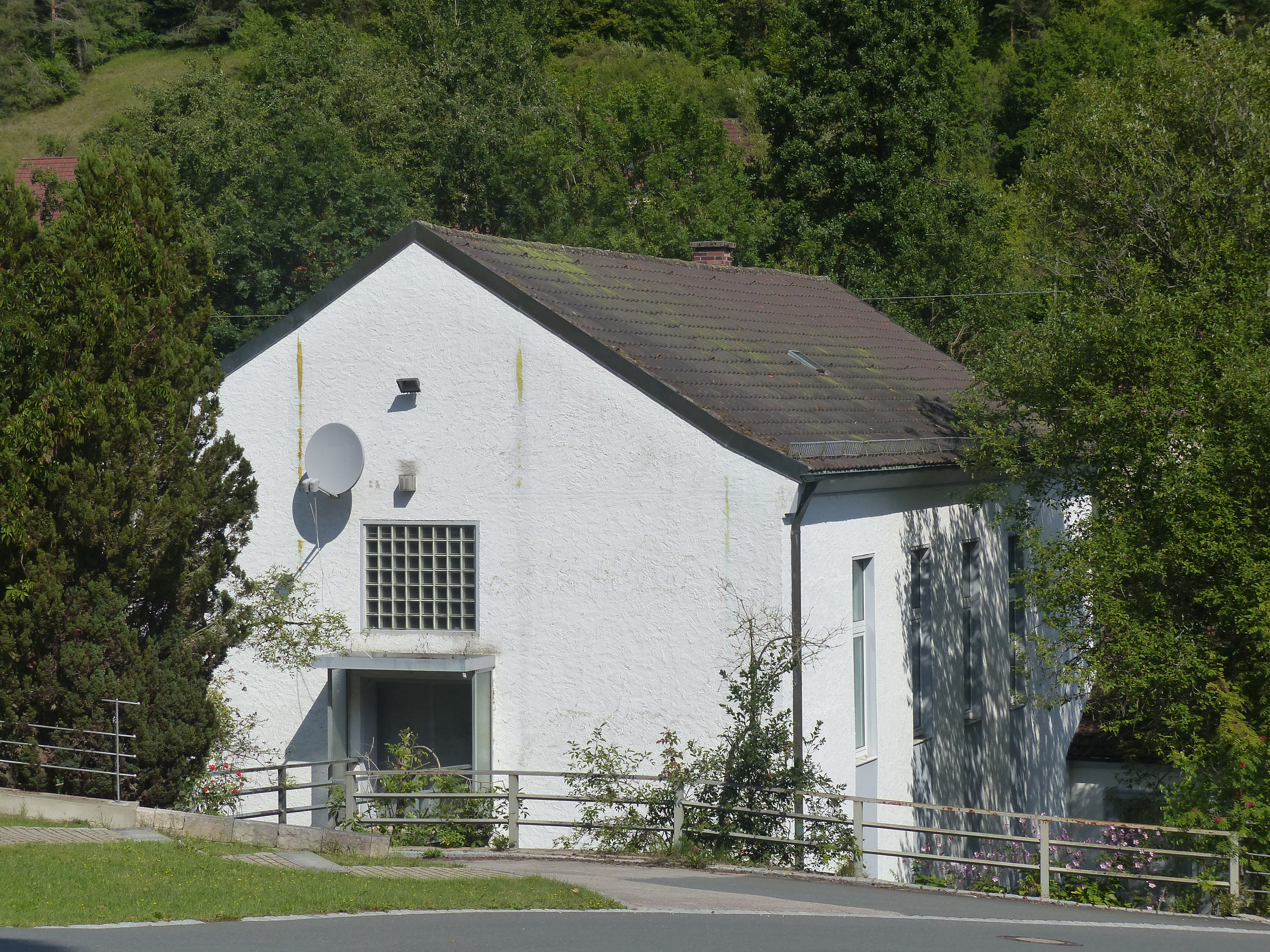
Hangseitiger Zugang zum Aufnahmeraum 3 (2019)

Der genutzte Gebäudekomplex besteht aus drei miteinander verbundenen Gebäuden im oberfränkischen Untertrubach, die auf ca. 2100 m² Grund als L-förmiges Ensemble unmittelbar am südlichen Ufer der Trubach unterhalb der Filialkirche St. Felicitas stehen. Das Wohnhaus und der Mittelbau entstammen im Kern den 1920/30er Jahren, als die öffentliche Stromversorgung den Ort erreichte. Das Südgebäude, ein ehemaliges Umspannwerk, entstand in den späten 1950er Jahren und wurde in den 1970er Jahren in dieser technischen Funktion aufgegeben. Das Studio ist in die bestehenden drei Gebäude integriert worden und in sechs wesentliche Bereiche untergliedert:

### Aufnahmeraum 1
Der Aufnahmeraum 1 entstand im Erdgeschoss des Südgebäudes, belegt eine Fläche von 55 m² und hat Sichtverbindung zum Regieraum und dem Aufnahmeraum 2. Zur Ausstattung dieses akustisch als „Live Room“ konzipierten Hauptstudios gehörten u. a. ein Yamaha C6-Konzertflügel, ein Vibraphone, ein Fairlight CMI sowie viele weitere Musikinstrumente, Synthesizer, verschiedene Verstärkeranlagen usw.

### Aufnahmeraum 2
Der Aufnahmeraum 2, ebenfalls im Erdgeschoss des Südgebäudes gelegen, misst 8,5 m² und wurde als Solisten- oder Schlagzeugkabine mit einer besonders „trockenen“ Akustik konstruiert. Die ursprüngliche Ausstattung umfasste ein Sonor-Signature-Drumkit, ein Simmons-E-Schlagzeug und Perkussionsinstrumente.

### Aufnahmeraum 3
Der 136 m² große und fünf Meter hohe Aufnahmeraum 3 wurde 1984 im Obergeschoss des Südgebäudes eingerichtet. Er erhielt außer dem Zugang vom Regieraum aus auch über eine kleine Brücke hangseitig von der Straße her eine zusätzliche eigene Zufahrt, um sperrige Musikalien bequem einbringen zu können. Eingebaut wurden eine Bühne und Technik, die Aufnahmen unter Livekonzert-Bedingungen ermöglichte.

### Regie und Technikraum
Der 36 m² große Regieraum entstand ebenfalls im Südgebäude im Zwischengeschoss und wurde nach dem Live-End-Dead-End-Prinzip gestaltet. Er erhielt neben den Zugängen zu den Aufnahmeräumen und der Lounge auch einen eigenen gartenseitigen Eingang. Zum Einsatz kamen dort u. a. ein automatisiertes 48-kanaliges Mischpult der Solid State Logic Serie 4048E mit Total Recall, die Studiomonitore Urei 813b sowie so ziemlich alles an Peripherie, was der Markt damals bot. In einem kleinen Technikraum daneben wurde alles untergebracht, was störende Betriebsgeräusche oder übermäßige Abwärme erzeugte, beispielsweise die digitale 24-Spur-Bandmaschine Sony PCM 3324 und die analoge Studer-A-80-24-Spur-Maschine, die miteinander synchronisierbar und vom Regieraum aus fernsteuerbar waren. Gemastert wurde im Regieraum je nach Bedarf sowohl auf zwei analogen Studer-A-80-Tischen mit Dolby A auf Viertelzollmagnetband („Schnürsenkel“) als auch erstmals mit der SONY PCM F1 auf Halbzoll  Betamax digital.

### Lounge
Die etwa 60 m² Lounge des Studios wurde im Mittelbau des Gebäudekomplexes untergebracht und umfasste neben einer barähnlich gestalteten offenen Küche, Aufenthalts- und Ruhebereichen auch eigene Tontechnik mit Klipsch-Monitoren. Für die Kurzweil zwischendurch wurden eine Billard- und eine Bibliotheksnische eingerichtet. Zwei getrennte Eingänge zur Hof- und der Gartenseite hin sicherten eine ungestörte Nutzung der Lounge sowohl für die Musiker als auch für das Personal während des laufenden Produktionsbetriebs.

### Musikerwohnungen
Im straßenseitigen Nordgebäude wurden auf knapp 200 m² verteilt über zwei Stockwerke Übernachtungs- und Wohnmöglichkeiten für Musiker und Gasttechniker geschaffen, ergänzt durch eine Sauna und einen Fitnessraum. Dieser Gebäudeteil hat sowohl einen eigenen straßenseitigen Zugang als auch einen direkten Durchgang zu der Lounge.

## Geschichte
Bereits während der Bauphase im Jahr 1983 fanden die ersten Testproduktionen mit einigen regionalen Bands und Produzenten statt. Neben dem Studiogründer und Bassisten Horst Hartmann (* 1959) und Schlagzeuger Bobby Bachinger (* 1960) mit Eigenproduktionen traten in dieser Zeit zum Beispiel der Keyboarder Stephan Fischer (* 1952) sowie der Gitarrist Henry Signicio (* 1961) in Erscheinung. Anfang 1984 stellte Signicio die Verbindungen zu der englischen Musikszene her und holte unter anderem Marc Almond ins Studio. Signicio blieb dem Studio noch langjährig als Studiomusiker verbunden.

### Hartmann Digital
Noch vor der Baufertigstellung hatten die Vorproduktionen bereits einige Aufmerksamkeit in der Szene erzielt. Schnell folgten Anschlussbuchungen und unter dem Namen Hartmann Digital entstanden in den Jahren 1984 bis 1988 in kurzer Abfolge eine Vielzahl von Top-Produktionen im Studio Untertrubach. Die ambitionierten Investitionen zahlten sich aus. Es kamen hauptsächlich Künstler im Genre Neue Deutsche Welle, Nena, Trio, Humpe & Humpe, Palais Schaumburg oder D.A.F. Aber auch internationale Künstler wie Soft Cell, Visage, Chris Rea oder das Electric Light Orchestra wussten die ländliche Ruhe, die entspannte Arbeitsatmosphäre und die zeitgemäße Technik zu schätzen. Doch der Erfolg hatte auch Nachteile. Trotz der Abgeschiedenheit der Produktionsstätte reisten mitunter Fans an, die vom gegenüberliegenden Hang des Trubachtales aus einen Blick auf ihre Stars erhaschen wollten. Unter den Belastungen war das stets ausgebuchte Studioteam im Jahr 1988 trotz des wirtschaftlichen Erfolges ausgebrannt und das Studio wurde verkauft.
Signicio übernahm 1989 zusammen mit Klaus Kreuzeder und Steve Leistner das benachbarte, aber damals technisch bereits veraltete Tonstudio Hiltpoltstein, Fischer zog nach Berlin. Bachinger ging zunächst nach New York City und später für einige Zeit als Schlagzeuger zu Meat Loaf.

### Trubach Digital
Im Jahr 1988 wurde das Studio für eine Million Deutsche Mark an Klaus Oestreicher (* 1956) und Claus-Peter Duus (* 1940), der vom Colloseum-Studio der Nürnberger Symphoniker kam,  verkauft und in Trubach Digital umbenannt. Als Techniker kamen Johannes M. Heuss und Frank Seyfarth ins Studio. In den folgenden Jahren schwenkte man unter dem englischen Studiomanagement von Dennis Muirhead zunächst zu der Produktion von Filmmusik und später hin zur Ethno- und Weltmusik.  Verlegt wurde unter den Labels MARIPOSA und  BLUE SUN, jedoch gingen die kommerziellen Erfolge stark zurück. Es folgten weitere Besitzerwechsel und nach dieser Zeit wurde ein Großteil der technischen Einrichtungen an andere Studios verkauft.
Ende der 1990er Jahre kehrte Bachinger zurück und brachte 1999 das, was von dem Studio Untertrubach noch übrig geblieben war, in seinen alleinigen Besitz. Es folgten mit geänderter Technik eine Vielzahl von Produktionen in den Jahren 1999 bis 2001 im Genre Tango und Latin-Music.

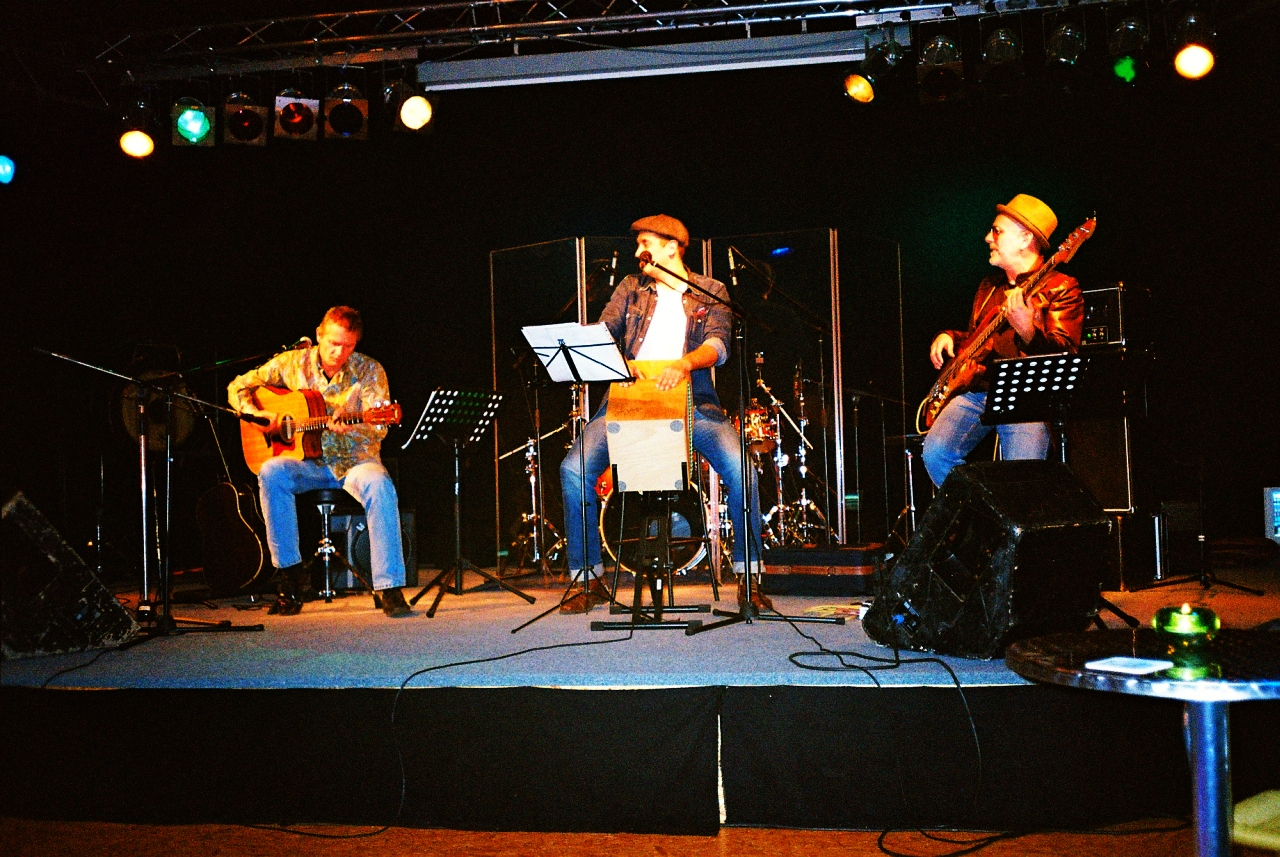
Usual Suspects in der Studio Lounge (2012)

### Studio Lounge
Nach unklaren Geschicken in den 2000er Jahren eröffnete Bachinger in den frühen 2010er Jahren das Studio als die Studio Lounge mit einem völlig veränderten Konzept. Die Lounge im Mittelbau wurde zum Gastronomiebetrieb umgewidmet und der ehemalige große Aufnahmeraum 3 im Obergeschoss zur professionellen Livebühne umgestaltet. Neben dem Betrieb der Lounge als Tagescafé fanden an den Wochenenden Konzert- und Kabarettveranstaltungen statt. Mit Bachinger kam auch wieder zeitgemäße Technik in das Studio Untertrubach. Eine Vielzahl von Veranstaltungen wurde größtenteils digital live mitgeschnitten und stets auch synchron Videos aus mehreren Kameraperspektiven aufgezeichnet. Im Jahr 2014 endeten sowohl der Studio- als auch der Livebetrieb in Untertrubach.

## Nachnutzung
In den Jahren 2014 bis 2016 wurde mehrfach versucht das Objekt zu versteigern, jedoch blieben die Bemühungen erfolglos. Im Juni 2016 kaufte der Forchheimer Finanzmakler Günter Roth das Studio Untertrubach freihändig, mit der Option, es teils in seiner ursprünglichen Funktion, teils mit verschiedenen Umnutzungen wiederzubeleben, nahm aber den Betrieb wohl nicht auf. Im Mai 2019 war es erneut zur Versteigerung ausgeschrieben.

## Diskografie

### Hartmann Digital (Auswahl)
- 1984: Marc Almond – Vermin in Ermine
- 1984: Palais Schaumburg – Parlez-Vous Schaumburg
- 1985: Yello – Stella
- 1985: Trio – Whats the Password
- 1986: Deutsch Amerikanische Freundschaft – 1st Step to Heaven
- 1986: Nena – Eisbrecher
- 1986: Electric Light Orchestra – Balance of Power
- 1987: Chris Rea – Dancing with Strangers[13]
- 1987: Sabrina Salerno – Sabrina

### Trubach Digital (Auswahl)
- 1991: Petrouchka/Der Feuervogel, Igor Stravinsky, Orchestre Symphonique Du Luxembourg, L. Maurice J. McElroy
- 1991: Rhapsody in Blue; An American in Paris, Gershwin, London Festival Orchestra, L. Eric Rogers

### Studio Lounge (Auswahl)
- 2014 Charles M. Mailer Live @ Studio Lounge[14]
- 2014 Hattler – Live Cuts II[15]